# William Lamb Picknell

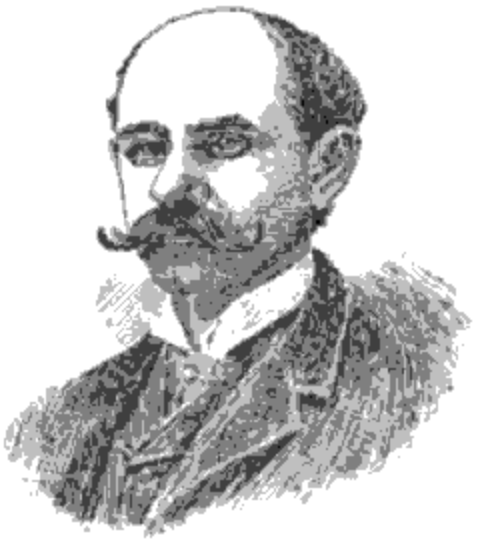
William Lamb Picknell

William Lamb Picknell, nacido el 23 de octubre de 1853 en Hinesburg (Vermont) y muerto el 8 de agosto de 1897 en Marblehead (Massachusetts), fue un pintor paisajista estadounidense afincado en Francia.

## Biografía

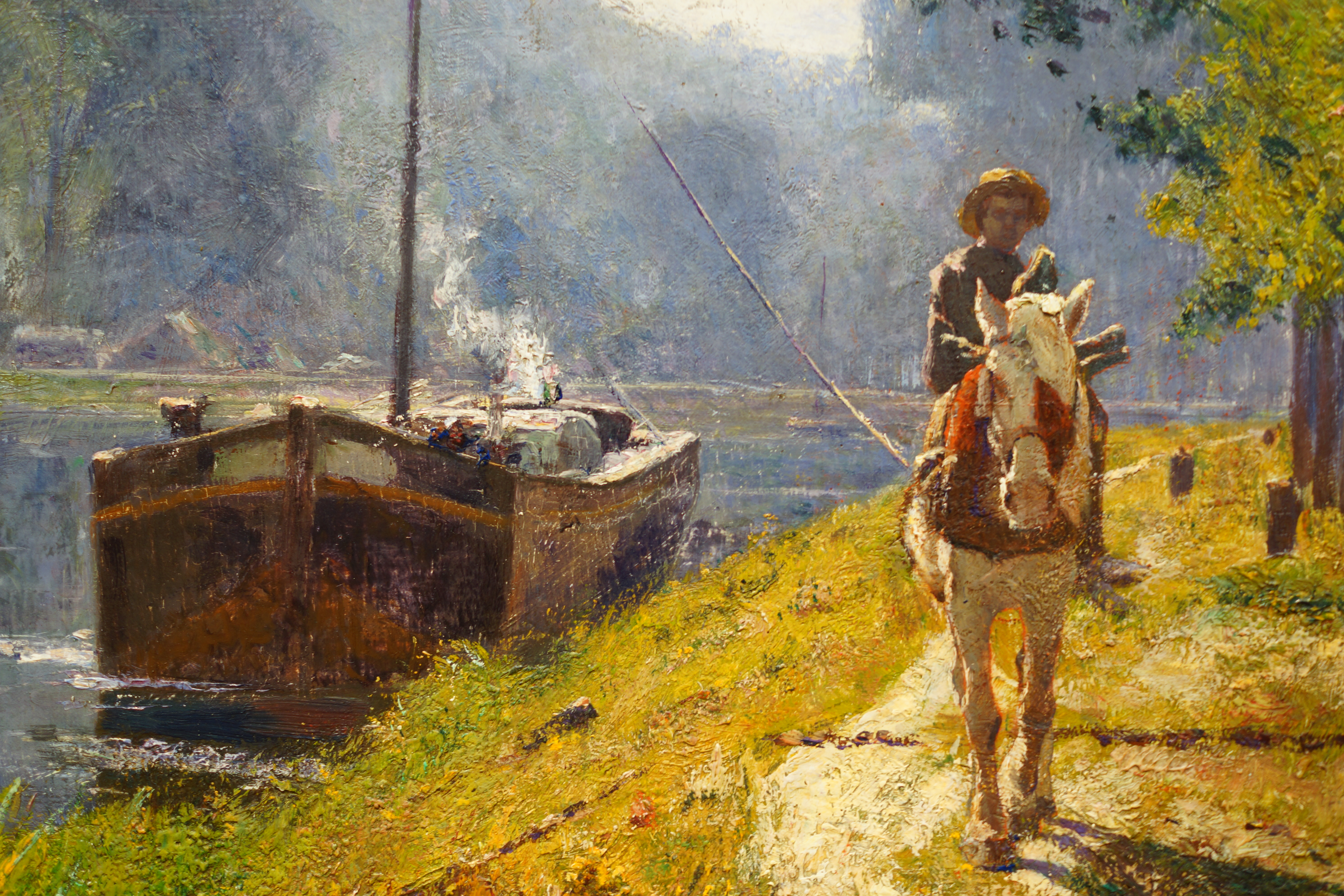

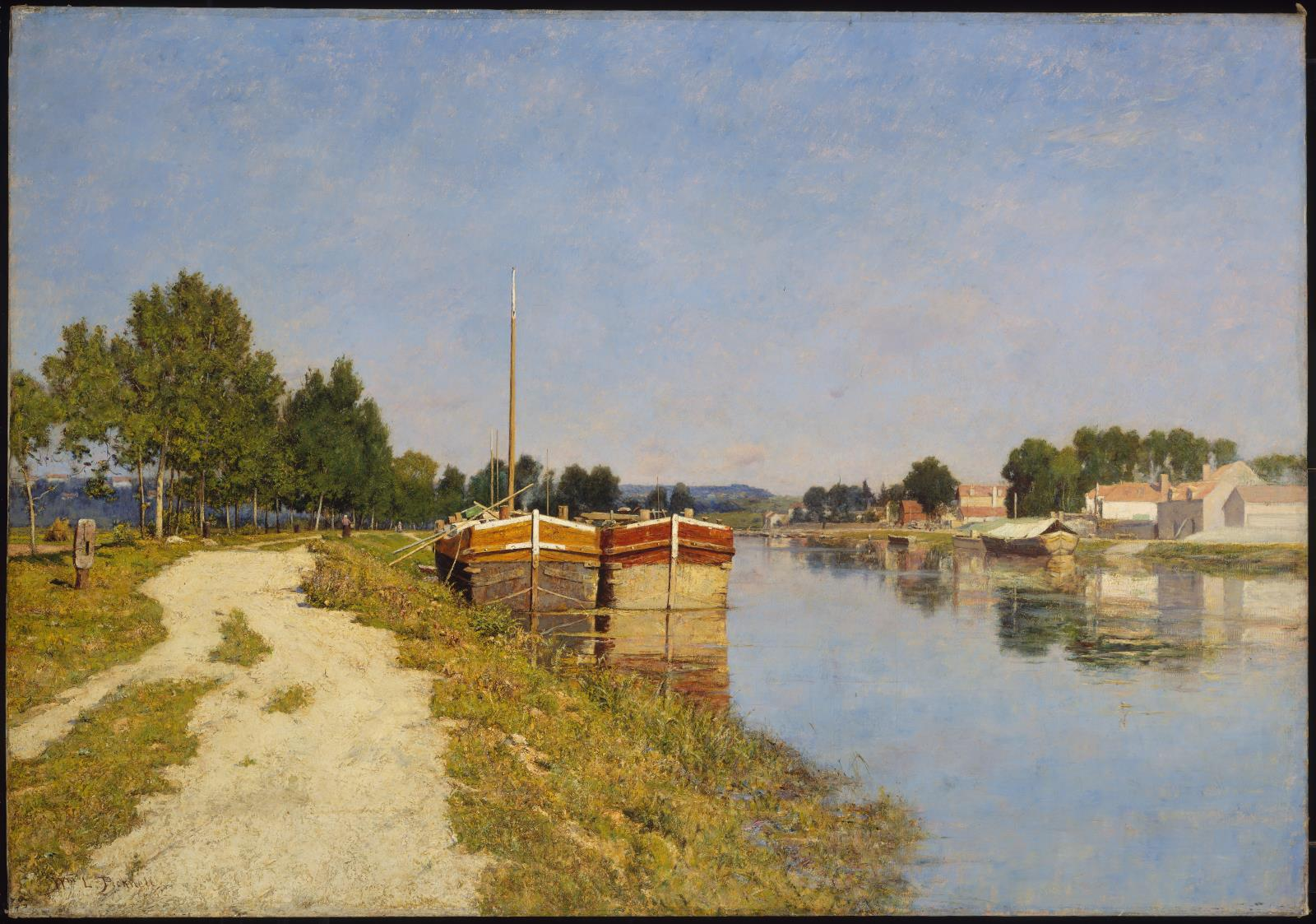
William Lamb Picknell - Morning on the Loing at Moret - Museum of Fine Arts

Hijo de un pastor bautista, quedó huérfano a la edad de 14 años y fue a vivir con uno de sus tíos en Chelsea, cerca de Boston. Allí, se hizo amigo de Edward Waldo Emerson, hijo del filósofo Ralph Waldo Emerson. Trabajó como empleado en una tienda de fotografía y enmarcación. 
A los 18 años, tuvo dificultades para persuadir a su tío de que lo dejara ir a Europa, quien finalmente le dio 1000 dólares como anticipo de su herencia, diciéndole que no tendría otra ayuda financiera después.Primero fue a Roma, entre 1873-1874, donde aprendió pintura durante dieciocho meses con el pintor George Inness; luego a París, donde estudió en la École des beaux-arts con Jean-León Gerome. A instancias de Robert Wylie, se quedó durante cuatro años en Pont-Aven, en el Hotel Julia para el que pintó cuadros por todo el hotel, y en Concarneau.
A partir de 1876 expuso en el Salón de París donde fue el primer paisajista estadounidense en ser distinguido, recibiendo una mención de honor en 1880 por La ruta de Concarneau.

W. L. Picknell, élève de Gérôme, (...) [se] révèle un paysagiste original et soigneux. Sa Route de Concarneau est d'un effet puissant ; non pas seulement par l'intensité du gris de la poussière que rien ne rompt, du bleu du ciel, du noir des verdures, mais parce que tout cela compose un ensemble qui ne peut s'attribuer qu'à un pays, qu'à un moment de l'année, qu'à une heure du jour.

("W. L. Picknell, alumno de Gérôme, (...) se revela como un paisajista original y cuidadoso. Su Route de Concarneau es poderosa; no sólo por la intensidad del gris del polvo que nada rompe, del azul del cielo, del negro del verdor, sino porque todo eso forma un todo que sólo se puede atribuir a un país, a una época del año, a una hora del día".)
Después pasó dos inviernos en Inglaterra en la región de New Forest. Luego regresó a los Estados Unidos y vivió en Waltham (Massachusetts), mientras viajaba por todo el país, particularmente por Florida y California. En 1889 se casó con Gertrude Pouvoirs y regresó a Francia, residiendo en Grez-sur-Loing, Moret-sur-Loing y Antibes, regresando a Estados Unidos en 1897 donde pasó el último año de su vida.

## Obras
- Mañana en la costa mediterránea (óleo sobre lienzo, Musée d'Orsay)[5]
- El camino a Concarneau, 1880, Galería Corcoran
- Pescador, 1882
- Lande de Kerran, Finisterre, 1877
- El fumadero de opio (1881)[6]
- Mañana en el Loing en Moret, hacia 1895
- Día gris, Moret (hacia 1895)[7]
- Orillas del Loing, hacia 1895
- En el olivar [8]
- camino del prado [9]
- Marcha invernal (Museos Nacionales de Liverpool)[10]
- Paisaje de montaña con autocar [11]
- Annisquam [12]

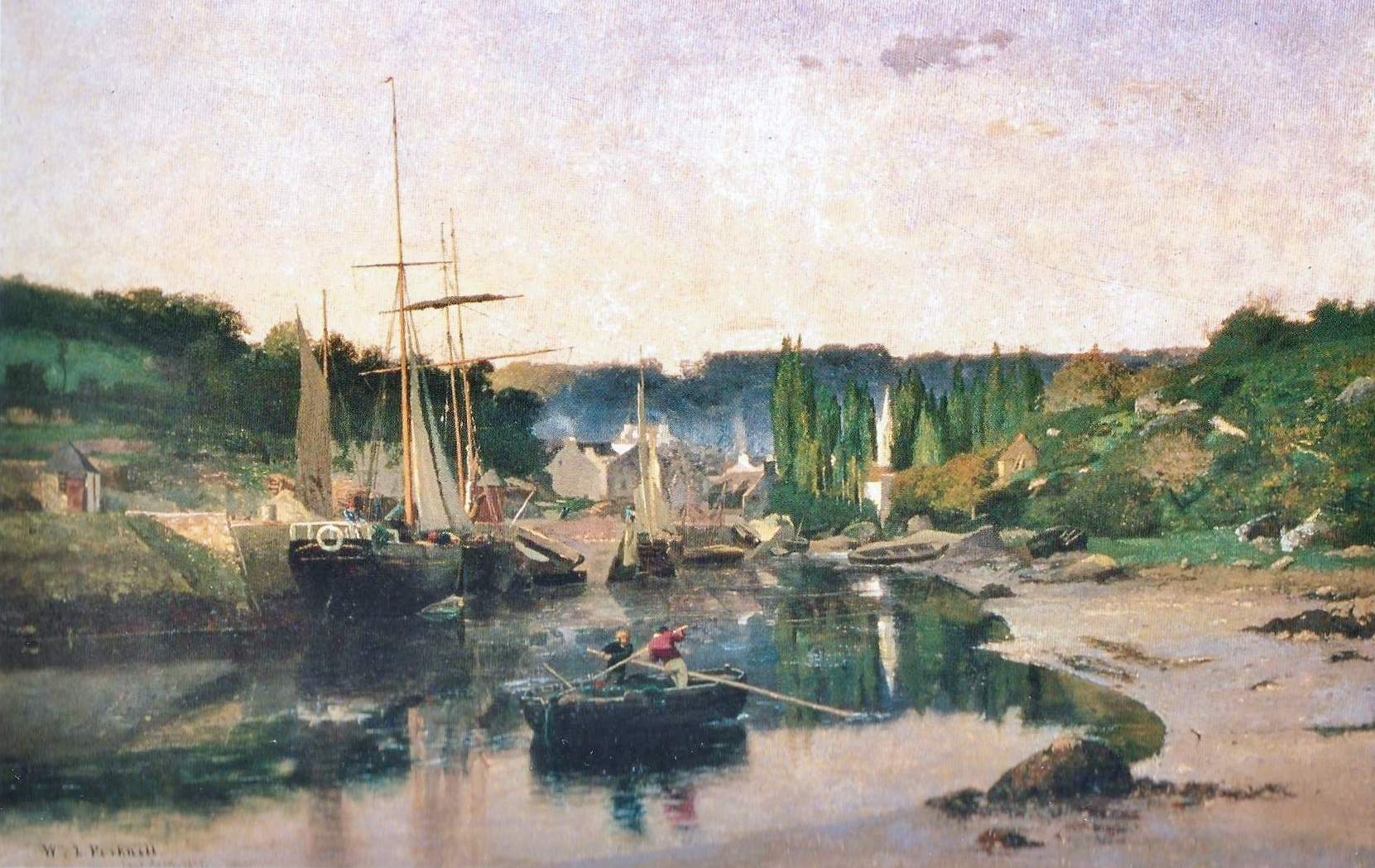
El puerto de Pont-Aven (alrededor de 1879, Museo de Arte de Phoenix)
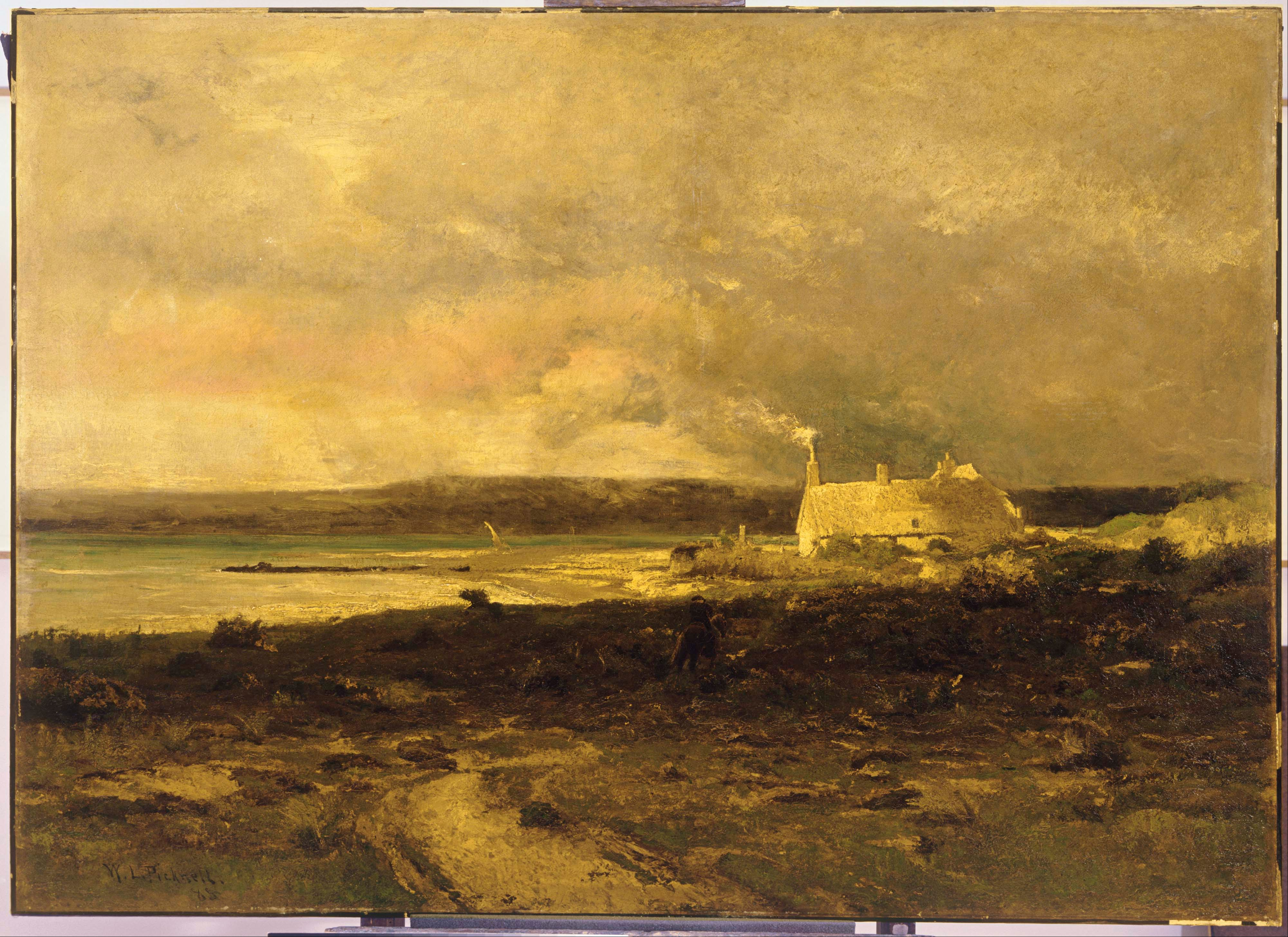
Cabaña junto al mar (1885)
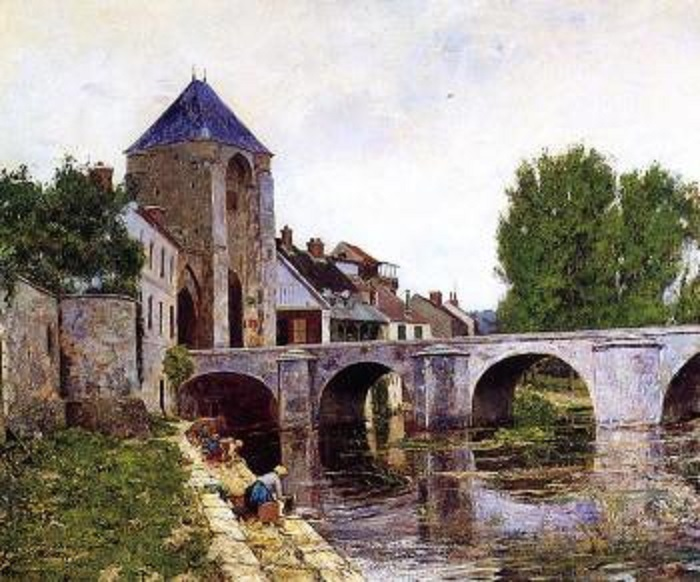
Día gris, Moret (hacia 1895)
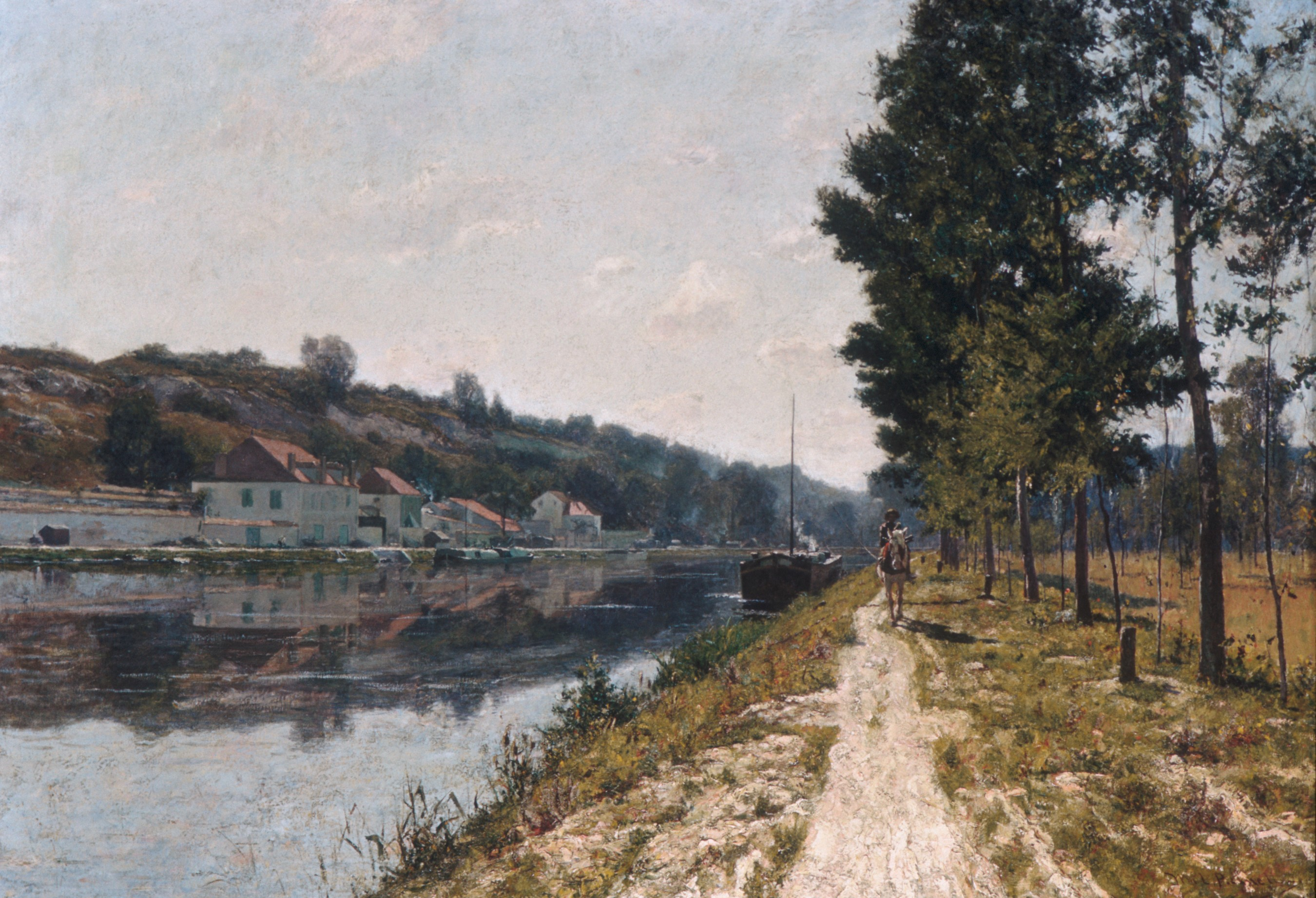
Banks Loing ( Rives du Loing ) (entre 1894 y 1897)
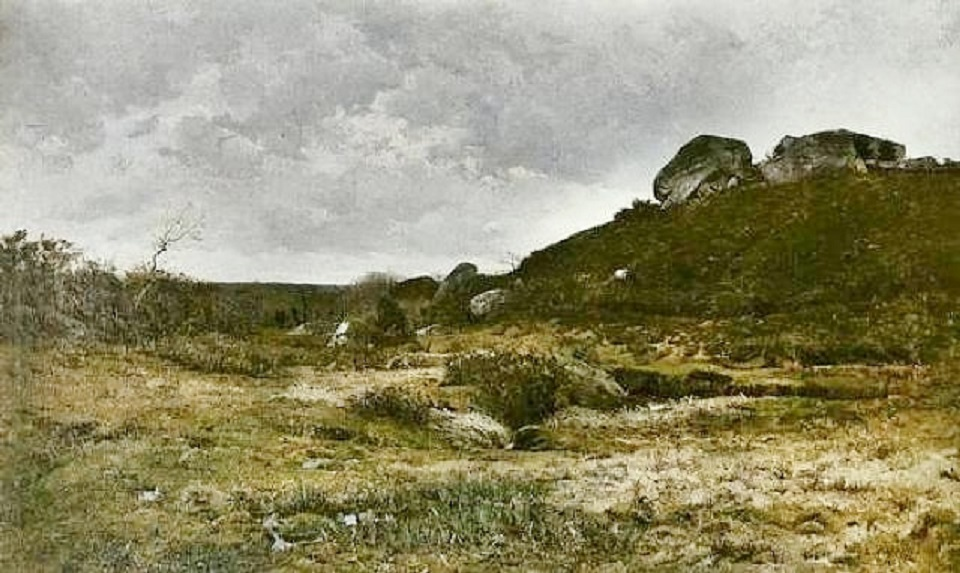
El páramo de Kerran (Finisterre) (1897)